# Episodi de I miei due papà (seconda stagione)
La seconda stagione della serie televisiva I miei due papà è stata trasmessa in anteprima negli Stati Uniti d'America dalla NBC tra l'11 gennaio 1989 e il 29 luglio 1989.
| nº | Titolo originale                  | Titolo italiano | Prima TV USA     | Prima TV Italia |
| -- | --------------------------------- | --------------- | ---------------- | --------------- |
| 1  | Blast from the Past               |                 | 11 gennaio 1989  |                 |
| 2  | Who's on First?                   |                 | 18 gennaio 1989  |                 |
| 3  | Macho, Stupid Guy Time            |                 | 1º febbraio 1989 |                 |
| 4  | The Man in the Pink Slip          |                 | 8 febbraio 1989  |                 |
| 5  | Fallen Idol                       |                 | 15 febbraio 1989 |                 |
| 6  | Story with a Twist                |                 | 22 febbraio 1989 |                 |
| 7  | Playing with Fire                 |                 | 1º marzo 1989    |                 |
| 8  | Dirty Dating                      |                 | 8 marzo 1989     |                 |
| 9  | The God of Love                   |                 | 15 marzo 1989    |                 |
| 10 | In Her Dreams                     |                 | 22 marzo 1989    |                 |
| 11 | Together We Stand                 |                 | 29 marzo 1989    |                 |
| 12 | The Courtship of Nicole's Fathers |                 | 5 aprile 1989    |                 |
| 13 | Crushed                           |                 | 12 aprile 1989   |                 |
| 14 | Basket Case                       |                 | 19 aprile 1989   |                 |
| 15 | You Love Me, Right?               |                 | 7 maggio 1989    |                 |
| 16 | Getting Smart                     |                 | 29 luglio 1989   |                 |